# Cinco de Mayo (Tapachula)
Cinco de Mayo es una localidad del estado mexicano de Chiapas. Es parte del municipio de Tapachula.

## Toponimia
El nombre de la localidad refiere a la Batalla de Puebla, acontecida el 5 de mayo de 1862.

## Demografía
| Gráfica de evolución demográfica |
|                                  |

| Censo | Población |
| ----- | --------- |
| 1990  | 712       |
| 2000  | 740       |
| 2010  | 825       |
| 2020  | 1 023     |